# Умеренный климат

Границы умеренного климата Земли по Борису Алисову

Уме́ренный кли́мат, или климат умеренных широ́т — климат, формирующийся в Северном полушарии между 40—45° и 62—68° с. ш. и в Южном между 42° и 58° ю. ш. В Северном полушарии свыше ½ поверхности умеренного пояса занимает суша, в южном — 98 % территории покрыто водой. Умеренному климату присущи частые и сильные изменения атмосферного давления, температуры воздуха и направления ветра, происходящие из-за интенсивной деятельности циклонов.
В поясе круглогодичного преобладания умеренных воздушных масс интенсивная циклоническая деятельность вызывает частые и значительные изменения давления и температуры воздуха. Преобладание западных ветров наиболее заметно над океанами и в Южном полушарии. Помимо основных времён года — зимы и лета, наблюдаются заметные и достаточно продолжительные переходные — осень и весна. Из-за больших различий в температуре и увлажнении многие исследователи относят климат северной части умеренного пояса к субарктическому (классификация Кёппена), или выделяют в самостоятельный климатический пояс — бореальный.

## Сезонность
Главной особенностью умеренного климата является наличие четырёх сезонов: двух основных — холодного (зима) и тёплого (лето), и двух промежуточных — весна и осень. Средняя температура самого холодного месяца, как правило, ниже 0 °C, самого тёплого — выше +15 °C. Зимой в умеренном климате должен быть постоянный снежный покров. Годовой уровень осадков на территории большей части умеренного пояса — 500—800 мм.

## Типы
Умеренный морской климат формируется над океанами и распространяется достаточно далеко на
западные области континентов благодаря преобладанию переноса воздуха с запада на восток. Характеризуется нежарким летом и относительно тёплой зимой, неравномерным распределением осадков, в среднем 900—1200 мм в год, снежный покров неустойчивый. Сильно различается количество осадков с разных сторон меридианально расположенных горных хребтов: например, в Европе, в Бергене (западнее Скандинавских гор) осадков выпадает более 2500 мм в год, а в Стокгольме (восточнее Скандинавских гор) — лишь 540 мм; в Северной Америке, западнее Каскадных гор среднегодовое количество осадков 3—6 тысяч мм, восточнее — 500 мм.
Внутриконтинентальный климат умеренных широт распространён в Северном полушарии, в Южном полушарии из-за отсутствия в этом поясе достаточно больших пространств суши внутриконтинентальный климат не формируется. Для него характерны тёплое лето и морозная зима — высокие годовые амплитуды температур, возрастающие вглубь континентов. Количество осадков снижается при продвижении вглубь континентов и с севера, имеющего устойчивый снежный покров на юг, где снежный покров неустойчив. При этом лесные ландшафты сменяются степными, полупустынными и пустынными. Самый континентальный климат на северо-востоке Евразии — в Оймяконе (Якутия) средняя температура января — −46,4 °С, минимальная — −71,2 °С.
Переход от морского климата к континентальному не является резким, поэтому для более точной оценки различают умеренно континентальный, преобладающий, например, в европейской части России и резко континентальный, преобладающий, например, в Восточной Сибири.
Муссонный климат умеренных широт характерен для восточных частей Евразии. Зима здесь малооблачная и холодная, северо-западные ветра обеспечивают преобладание континентальных воздушных масс. Лето относительно тёплое, юго-восточные и южные ветра приносят с моря достаточное, иногда избыточное количество осадков. В континентальных районах снега мало, на Камчатке, островах Сахалине и Хоккайдо снежный покров достаточно высокий.